# Jaan Kaplinski
Jaan Kaplinski, född 22 januari 1941 i Tartu, död 8 augusti 2021, var en estnisk författare och översättare. Hans far var polack och försvann i Gulagarkipelagen under andra världskriget. Kaplinski studerade romanska språk och lingvistik vid Tartu universitet och forskade i lingvistik. Under perestrojkan arbetade han som journalist. Han har även varit ledamot av Riigikogu, det estniska parlamentet, 1992–95.
Kaplinski var främst poet och debuterade med en diktsamling 1965. Han skriver också artiklar, essäer och noveller. 2007 utkom hans första roman, Seesama jogi ('Samma flod', svensk övers. 2009), som han arbetat med under en tolvårsperiod. Han har bl.a. översatt Tomas Tranströmer till estniska.

## Verk översatta till svenska
- Karusellharen: en tecknad filmsaga; teckningar av R. Raidme, 1982 (Jänes)
- Våra skuggor är mycket långa: dikter, 1982
- Barn av vind och vatten, 1987
- Samma hav i oss alla: dikter, 1988
- Sjunger näktergalen än i Dorpat?: en brevväxling mellan Jaan Kaplinski och Johannes Salminen, 1990
- På gränsen som inte finns: anteckningar om kunskap, medvetande och tro, 1993 (Piiril mida ei ole)
- Titanic och isen, 1997 (Jää ja Titanic)
- Vita nätter och svarta: en brevväxling mellan Jaan Kaplinski och Johannes Salminen, 2002
- Ögat; Hektor, 2003 (Silm, Hektor)
- Någonstans vid världens kant: dikter, 2007
- Samma flod, 2009

## Priser och utmärkelser
- Eino Leino-priset 1992